# 842 v.Chr.

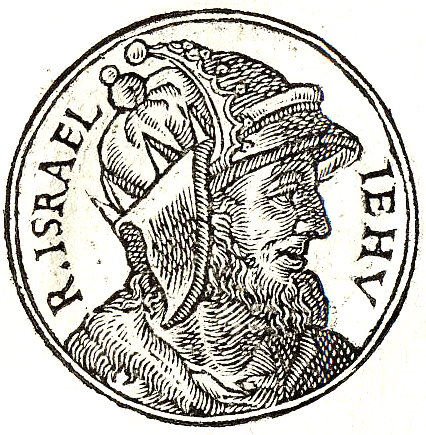
Koning Jehu (r. 842 - 815 v.Chr.)

Het jaar 842 v.Chr. is een jaartal volgens de christelijke jaartelling.

## Gebeurtenissen

### Israël
- De profeet Elisa organiseert een militaire staatsgreep tegen koningin-moeder Izebel en roept legeraanvoerder en strijdwagenrijder Jehu tot koning van Israël uit 'in naam van de Heer'. Deze trekt onmiddellijk naar de vlakte van Jizreël waar Izebel met haar zoon koning Joram verblijf houdt. Als Joram en zijn neef koning Achazia van Juda, die daar eveneens aanwezig is, uitrijden op weg naar onderhandelingen, worden ze meedogenloos met pijlen doorboord. Als Jehu met zijn gevolg bij het paleis aankomt en Izebel in het staatsievenster verschijnt, geeft hij zijn schutters opdracht pijlen op haar af te vuren en laat haar uit het venster naar beneden werpen. De hele koninklijke familie (ongeveer 70 leden) wordt daarna uitgemoord.

### China
- Koning Zhou Liwang van de Zhou-dynastie (周厲王; pinyin: Zhōu Lì Wáng) wordt door een opstand tegen zijn wanbeleid gedwongen te vluchten naar Zhi bij Linfen. Begin van het Gonghe (共和) regentschap van de hertogen Zhou en Zhao. Deze gebeurtenis markeert het begin van een betrouwbare chronologie van de Chinese geschiedenis. Oudere dateringen zijn vaak moeilijk nauwkeurig vast te stellen.

## Overleden
- Achazja, koning van Juda
- Izebel, koningin van Israël
- Joram, koning van Israël